# LiHe
Ne doit pas être confondu avec Li He.
LiHe est un composé d'hélium et de lithium. Il se présente sous la forme d'un gaz froid de faible densité constitué de molécules de van der Waals, chacune étant composée d'un atome d'hélium et d'un atome de lithium liés par interaction de van der Waals,.
LiHe peut être formé par ablation laser de lithium métallique au sein d'un gaz tampon d'hélium cryogénique à une température comprise entre 1 et 5 K. La quantité de molécules de LiHe est proportionnelle à la densité de He et diminue lorsque la température augmente.